# Claudia Ulbrich
Claudia Ulbrich (* 4. Oktober 1949 in Neunkirchen/Saar) ist eine deutsche Historikerin. Sie lehrte von 1994 bis 2003 als Professorin für Neuere Geschichte an der Freien Universität Berlin.

## Leben und Wirken
Claudia Ulbrich studierte von 1968 bis 1976 Geschichte und Germanistik an der Universität des Saarlandes. Im Jahr 1974 erfolgte das Erste Staatsexamen für das Lehramt an Gymnasien in den Fächern Deutsch und Geschichte. 1977 legte sie das Zweite Staatsexamen ab. Im selben Jahr wurde sie an der Universität des Saarlandes mit einer von Peter Blickle betreuten Arbeit promoviert zum Thema Leibherrschaft am Oberrhein im Spätmittelalter. Nach der Promotion war sie in Bochum und Saarbrücken Mitarbeiterin in verschiedenen Forschungsprojekten. Von 1991 bis 1993 hatte sie ein Habilitationsstipendium der Deutschen Forschungsgemeinschaft. Ulbrich war 1993 Gastprofessorin an der Universität Wien. 1994 erfolgte die Habilitation an der Ruhr-Universität Bochum mit der Arbeit Frauen im Dorf. Handlungsräume und Erfahrungswelten von Frauen im 18. Jahrhundert aus der Perspektive einer lokalen Gesellschaft.
Von 1994 bis 2003 lehrte Ulbrich als Professorin für Neuere Geschichte mit dem Schwerpunkt Geschlechtergeschichte/Historische Frauenforschung an der Freien Universität Berlin (FU). Ihre Antrittsvorlesung an der FU Berlin hielt sie am 10. Juli 1996 über Frauen im Aufstand. Möglichkeiten und Grenzen ihrer Partizipation in frühneuzeitlichen Bauernbewegungen. Sie war von 1998 bis Januar 1999 Dekanin des Fachbereichs Geschichtswissenschaften und von Februar 1999 bis März 2001 Dekanin des neu gebildeten Fachbereichs Geschichts- und Kulturwissenschaften. Von 2003 bis 2015 war sie Professorin für die Geschichte der Frühen Neuzeit und Geschlechtergeschichte an der FU Berlin. Von 2004 bis 2012 Sprecherin der DFG Forschergruppe 530: „Selbstzeugnisse in transkultureller Perspektive.“ Von 2015 bis 2017 war sie Senior Research Fellow am Zentrum für Jüdische Studien Berlin-Brandenburg.
Ihre Forschungsschwerpunkte sind die Geschichte der Frühen Neuzeit, Geschlechtergeschichte/Historische Frauenforschung, Selbstzeugnisse in transkultureller Perspektive und christlich-jüdische Beziehungen. Ihre Forschungen eröffneten neue Perspektiven auf die Konflikthaftigkeit der Herrschaftsverhältnisse in ländlichen Gesellschaften. Vor allem interessierte sie sich auch für die ländlichen Bewohnerinnen. Ihre Arbeiten zu Bauersfrauen, Mägden, Töchtern oder Witwen lieferten neue Sichtweisen auf Machtverhältnisse, Herrschaftstechniken, Vorstellungswelten und Alltagspraktiken dieser Gesellschaften. In ihrem Aufsatz Unartige Weiber widmete sie sich der Frage, wie weibliches Verhalten gegenüber der Obrigkeit in nachreformatorischer Zeit in den Quellen sichtbar wurde. Der Aufsatz über die Heggbacher Chronik fragte nach dem Quellenwert und der Bedeutung, wenn in einer Chronik Frauen eine Rolle im Bauernkrieg zugeschrieben wird. Ulbrich befasste sich mit ländlichen Gesellschaften zeitlich bis zur Französischen Revolution. Dabei werden geschlechtergeschichtliche und religionsgeschichtliche Aspekte noch stärker miteinander verknüpft. In ihrer Dissertation über die Leibherrschaft am Oberrhein im Spätmittelalter analysierte sie geistliche (St. Blasien und Deutschordenskommende Beuggen), städtische (Basel, Solothurn, Freiburg/Br.) und adelige Herrschaften (die badischen Markgrafschaften sowie Adelsherrschaften im Fürstbistum Basel). Sie konnte nachweisen, dass es vom 14. bis zum 16. Jahrhundert keine spezifisch klösterlichen, adligen oder städtischen Formen der Leibherrschaft gab. Mit dieser Arbeit leistete Ulbrich „einen wesentlichen Beitrag zu einer besseren Kenntnis der südwestdeutschen Agrarverfassung im Spätmittelalter“.
Ulbrich veröffentlichte wichtige Untersuchungen über Selbstzeugnisse und Chroniken. Sie arbeitete an einer kritischen Edition der Schriften der Schauspielerin Karoline Kummerfeld. Erstmals wurden ihre beiden Lebensbeschreibungen, Die ganze Geschichte meines Lebens (1783) und Wahre Geschichte meines theatralischen Lebens (1793) als separate Texte erschlossen. Außerdem wurden weitere Aufzeichnungen Schulze-Kummerfelds aus den Jahren 1785–1815 ediert. Von 2011 bis 2018 wurde das Projekt von der Deutschen Forschungsgemeinschaft gefördert. Für ihre Forschungen wurde ihr 1977 der Eduard-Martin-Preis der Universität des Saarlandes und 1997 der Margherita von Brentano Preis der FU Berlin verliehen.

## Schriften
Ein Schriftenverzeichnis erschien in: Andrea Griesebner, Annekathrin Helbig, Michaela Hohkamp, Gabriele Jancke, Claudia Jarzebowski und Sebastian Kühn (Hrsg.): Verflochtene Geschichte(n). Ausgewählte Aufsätze zu Geschlecht, Macht und Religion in der Frühen Neuzeit. Böhlau, Köln 2014, ISBN 978-3-205-79632-9, S. 272–279.
Edition
- mit Gudrun Emberger: Karoline Kummerfeld, Die Selbstzeugnisse (1782 und 1793) (= Selbstzeugnisse der Neuzeit. Bd. 27). 2 Teilbände. Böhlau, Wien u. a. 2021, ISBN 978-3-412-51939-1.

Monografien
- Leibherrschaft am Oberrhein im Spätmittelalter (= Veröffentlichungen des Max-Planck-Instituts für Geschichte. Bd. 58). Vandenhoeck & Ruprecht, Göttingen 1979, ISBN 3-525-35369-3 (Zugleich: Saarbrücken, Universität, Dissertation, 1976–1977).
- Shulamit und Margarete. Macht, Geschlecht und Religion in einer ländlichen Gesellschaft des 18. Jahrhunderts (= Aschkenas. Beiheft 4). Böhlau, Wien u. a. 1999, ISBN 3-205-98385-8 (In englischer Sprache: Shulamith and Margarete. Power, gender, and religion in a rural society in eighteenth-century Europe (= Studies in Central European Histories. Bd. 32). Translated by Thomas Dunlap. Brill Academic Publishers, Boston MA u. a. 2004, ISBN 0-391-04145-2).

Herausgeberschaften
- mit Peter Blickle, Peter Bierbrauer, Renate Blickle: Aufruhr und Empörung? Studien zum bäuerlichen Widerstand im Alten Reich. Beck, München 1980, ISBN 3-406-07597-5.
- mit Michaela Hohkamp: Der Staatsbürger als Spitzel. Denunziation während des 18. und 19. Jahrhunderts aus europäischer Perspektive (= Deutsch-Französische Kulturbibliothek. Bd. 19). Leipziger Universitätsverlag, Leipzig 2001, ISBN 3-935693-13-3.
- mit Claudia Jarzebowski, Michaela Hohkamp: Gewalt in der Frühen Neuzeit (= Historische Forschungen. Bd. 81). Duncker & Humblot, Berlin 2005, ISBN 3-428-11824-3.
- mit Gabriele Jancke: Vom Individuum zur Person. Neue Konzepte im Spannungsfeld von Autobiographietheorie und Selbstzeugnisforschung (= Querelles. Jahrbuch für Frauenforschung. Bd. 10). Wallstein, Göttingen 2005, ISBN 3-89244-899-X.
- mit Hans Medick, Angelika Schaser: Selbstzeugnis und Person. Transkulturelle Perspektiven (= Selbstzeugnisse der Neuzeit. Bd. 20). Böhlau, Köln u. a. 2012, ISBN 978-3-412-20853-0.
- mit Almut Höfert, Claudia Opitz-Belakhal: Geschlechtergeschichte global (= L' homme. 23.2012,2). Böhlau, Köln u. a. 2012, ISBN 978-3-412-20897-4.

Gesammelte Aufsätze
- Andrea Griesebner, Annekathrin Helbig, Michaela Hohkamp, Gabriele Jancke, Claudia Jarzebowski und Sebastian Kühn (Hrsg.): Verflochtene Geschichte(n). Ausgewählte Aufsätze zu Geschlecht, Macht und Religion in der Frühen Neuzeit. Böhlau, Köln 2014, ISBN 978-3-205-79632-9.